# 弗朗桑
弗朗桑（法語：Francin，法語發音：[fʁɑ̃sɛ̃]）是法国萨瓦省的一个旧市镇，属于尚贝里区。2019年1月1日，弗朗桑与市镇莱马尔什合并为新市镇波特德萨瓦。

## 地理
弗朗桑（45°30'0"N, 6°2'4"E）面积6.93 平方千米，位于法国奥弗涅-罗讷-阿尔卑斯大区萨瓦省，该省份为法国东部省份，历史上为薩伏依的一部分，北起上萨瓦省，西接伊泽尔省和安省，南部和东部与上阿尔卑斯省和意大利接壤。
与弗朗桑接壤的市镇（或旧市镇、城区）包括：希尼安、莱索、莱马尔什、蒙梅利扬、滨湖圣埃莱娜、拉蒂勒。
弗朗桑的时区为UTC+01:00、UTC+02:00（夏令时）。

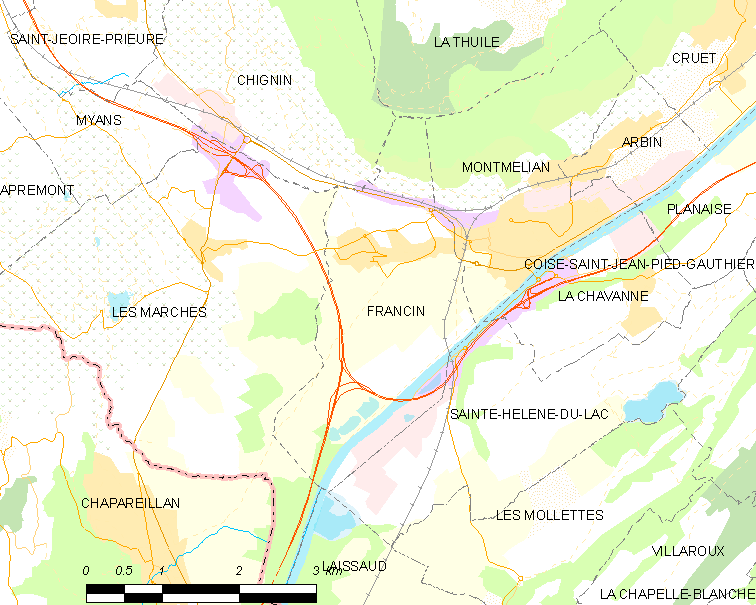
弗朗桑的OSM定位图

## 行政
弗朗桑的邮政编码为73800，INSEE市镇编码为73118。

## 政治
弗朗桑所属的省级选区为蒙梅利扬县。

## 人口

1962-2008年间弗朗桑人口变化图示

弗朗桑于2018年1月1日时的人口数量为1035人。